# ROKS Gwanggaeto le Grand
Le ROKS Gwanggaeto le Grand (DDH-971) est un destroyer de la marine de la république de Corée, le navire de tête de la classe Gwanggaeto le Grand. Il est nommé d’après Gwanggaeto le Grand.

## Conception
Le KDX-I a été conçu pour remplacer les anciens destroyers de la ROKN qui lui avaient été transférés par l’United States Navy dans les années 1950 et 1960. On pensait qu’il s’agissait d’un tournant majeur pour la ROKN dans la mesure où le lancement du premier KDX-I signifiait que la ROKN avait enfin la capacité de projeter de la puissance loin de ses côtes. Après le lancement du navire, il y a eu un boom massif de la participation internationale sud-coréenne contre la piraterie et les opérations militaires autres que la guerre.

## Carrière
Le ROKS Gwanggaeto le Grand a été construit par Daewoo Shipbuilding & Marine Engineering, lancé le 28 octobre 1996 et mis en service le 24 juillet 1998.